# Ferdinand von Fischer
Karl Reinhard Ferdinand Fischer, ab 1841 von Fischer (* 14. Oktober 1784 in Stuttgart; † 20. September 1860 ebenda), war ein deutscher Architekt.

## Leben
Fischer war der Sohn des württembergischen Hofbaumeisters Reinhard Fischer. Von 1791 bis 1794 besuchte er die Hohe Carlsschule in Stuttgart, später dann die École Polytechnique in Paris, wo er bei Jean-Nicolas-Louis Durand lernte. Nach der Prüfung als Architekt 1812 wurde er dritter Hofbaumeister in Stuttgart. Ab etwa 1817 war er Kreisbaurat für das Hochbauwesen des Jagstkreises in Ellwangen. Von 1835 bis 1852 war er dann Vorstand der Gewerbeschule (ab 1840 Polytechnische Schule) in Stuttgart. Er lehrte dort Zivilbaukunst und Baurecht. 1841 wurde er Ritter des Ordens der Württembergischen Krone, was mit dem persönlichen Adelstitel („von Fischer“) verbunden war. 1844 wurde er zum Oberbaurat ernannt.

## Bauten
- 1817: Kirche in Ilshofen
- 1817: Privathaus in der Friedrichs-Straße 24 in Stuttgart.[1]
- 1822: Pfarrscheuer in Unterschneidheim
- 1825: Kirche in Sechtenhausen
- 1829: Erweiterung des Schulhauses in Heuchlingen
- 1833/34: Pfarrhaus Satteldorf